# Furlong

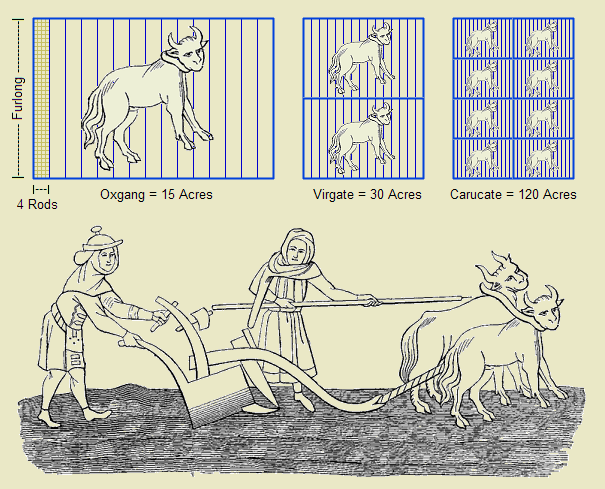

El furlong ('estadi') és una unitat de longitud en el Sistema Imperial d'Unitats britànic i en les Unitats de mesura dels Estats Units. El nom complet de la unitat és Surveyor Furlong, i equival a 201,168 metres, a un vuitè de milla, que equival a 660 peus, 220 iardes, 40 rods o 10 cadenes.
Utilitzant la definició internacional de polzada de 25,4 mil·límetres, un furlong són 201,168 metres. Tanmateix, els Estats Units no utilitzen uniformement aquesta proporció de conversions. Antics ratios estan en ús per propòsits de topografia en alguns estats, que porta a variacions en la longitud del furlong de dues parts per milió, o al voltant de 0,4 mil·límetres (1/64 polzades). Aquesta variació és massa petita per tenir conseqüències pràctiques en la majoria de les aplicacions. Cinc furlongs fan aproximadament 1 quilòmetre (1.00584 km és el valor exacte, segons la conversió internacional).

## Història
El nom furlong deriva de les paraules angleses antigues furh (solc) i lang (llarg). Antigament, almenys en èpoques anglosaxones, es referia originalment a la longitud del solc en un acre d'un camp obert llaurat (un camp comunitari medieval que es dividia en tires). El solc era la distància que podia llaurar un equip de bous sense descansar. Això es va estandarditzar per ser exactament 40 rods o 10 cadenes. El sistema de solcs llargs va sorgir perquè mesurar un jou de bous que tirava d'una arada pesada era difícil. Un acre és una àrea que té una longitud d'un furlong i una amplada d'una cadena (66 peus o 22 metres). Per aquesta raó, el furlong també es va anomenar una longitud de acre, encara que en l'ús modern una superfície d'un acre pot tenir qualsevol forma. El terme furlong, o tir, també es va utilitzar per descriure una agrupació de tires adjacents en un camp obert.
Entre els primers anglosaxons, el rod era la unitat fonamental de mesura de la terra. Un furlong eren 40 rods; una superfície de 4 per 40 rods o 4 rods per 1 furlong i, per tant, 160 rods quadrats. Aleshores, els saxons utilitzaven el peu nord-alemany, que era un 10 per cent més llarg que el peu actual. Quan Anglaterra va canviar a un peu més curt a finals del segle xiii, els rods i els furlongs es van mantenir sense canvis, ja que els límits de la propietat ja estaven definits en rods i furlongs. L'únic que va canviar va ser el nombre de peus i iardes en un rod o un furlong, i el nombre de peus quadrats i iardes quadrades en una superfície. La definició de rod va passar dels 15 peus vells a 16,5 peus nous, o de 5 iardes velles a 5,5 iardes noves. El furlong passava de 600 peus vells a 660 peus nous, o de 200 iardes velles a 220 noves. L'acre va passar de 36.000 peus quadrats antics a 43.560 peus quadrats nous, o de 4.000 iardes quadrades a 4.840 iardes quadrades noves.
El furlong va ser històricament vist com l'equivalent a l'estadi romà (estadi), que al seu torn deriva del sistema grec. Per exemple, la Bíblia del Rei Jaume utilitza el terme "furlong" en lloc de l'estadi grec, tot i que sovint les traduccions més recents fan servir milles o quilòmetres en el text principal i donen els números originals a les notes a peu de pàgina.
Al sistema romà, hi havia 625 peus en un estadi, vuit estadis en una milla i tres milles en una llegua. Es considerava que una llegua era la distància que un home podia recórrer en una hora i la milla (de mille, "de mil") constava de 1.000 passus.
Després de la caiguda de l'Imperi Romà d'Occident, l'Europa medieval va continuar amb el sistema romà, que el poble va procedir a diversificar, provocant greus complicacions en el comerç, la fiscalitat, etc. Al voltant de l'any 1300, per decret reial, Anglaterra va estandarditzar una llarga llista de mesures. Entre les unitats importants de distància i longitud de la seva època es trobaven el peu, la iarda, el rod, el furlong i la milla. El rod es va definir com 5,5 iardes o 16,5 peus, i la milla feia vuit furlongs, de manera que la definició de furlong va ser de 40 rods i el de la milla 5.280 peus.
Una descripció de 1675 indica: "El dimensurator o Instrument de mesura més habitual ha estat la Cadena, i la mesura comuna dels anglesos fa quatre vares, anomenada indiferentment pels anglesos Milla i Acre, 10 vares fan un furlong, i 10 vares quadrades un acre, de manera que una milla quadrada conté 640 acres quadrats. " —John Ogilby, Britànnia, 1675 
L'ús oficial del furlong es va abolir al Regne Unit en virtut de la Llei sobre peses i mesures (Weights and Measures Act), el 1985, un acte que també va abolir l'ús oficial de moltes altres unitats de mesura tradicionals.

## Ús

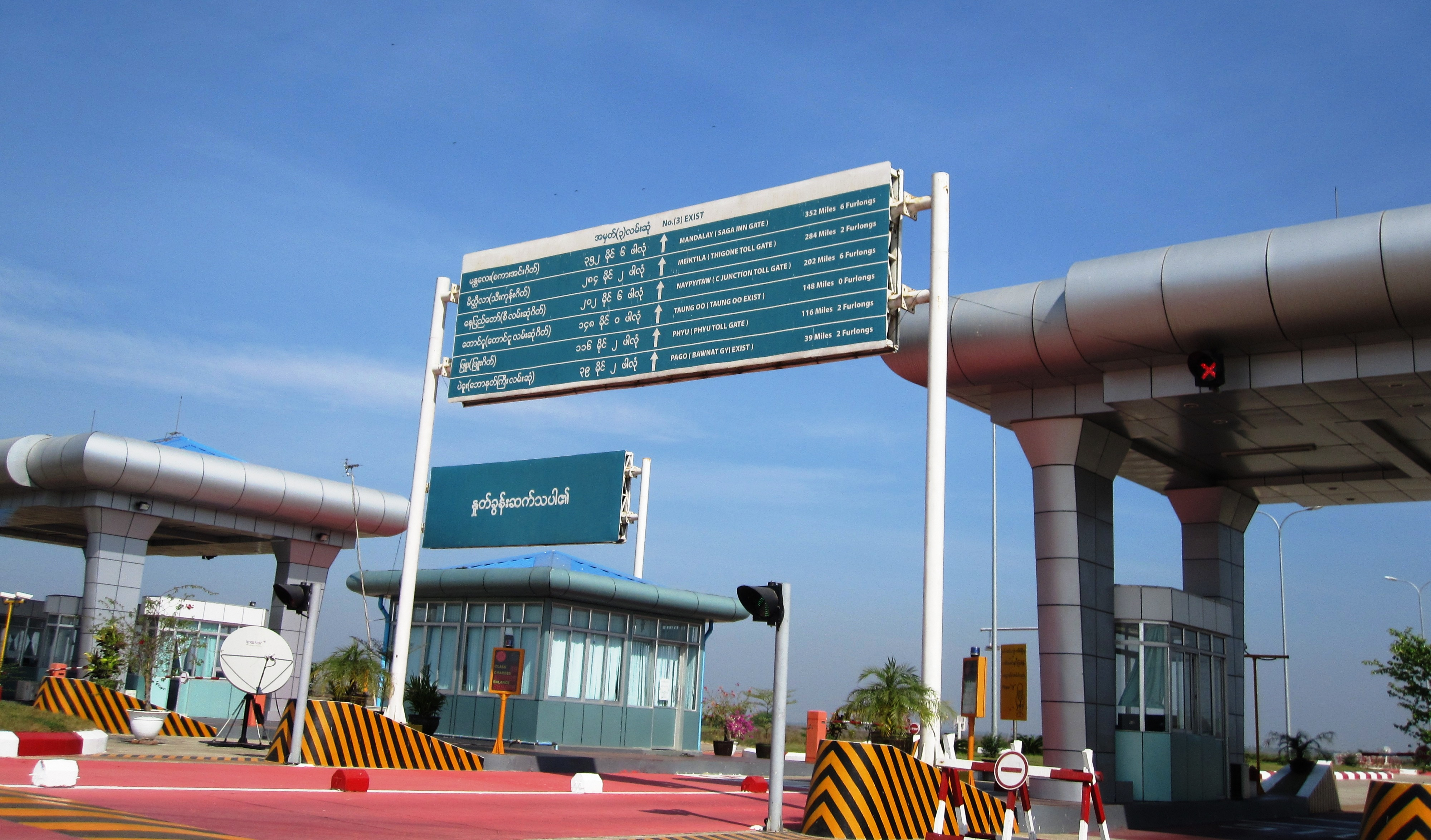
Ús actual de furlongs en un rètol a prop de Yangon

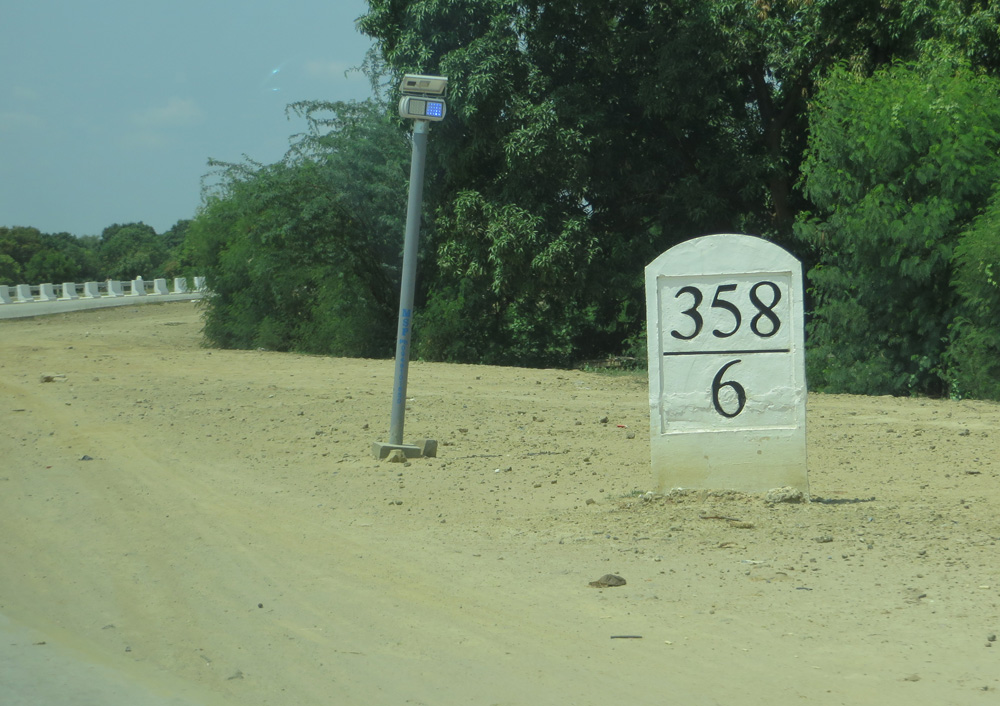
Els quilòmetres a la carretera de Yangon – Mandalay fan servir milles seguides de furlongs

A Birmània, actualment s'utilitzen furlongs conjuntament amb milles per indicar distàncies als senyals de la carretera. Les fites a la carretera de Yangon – Mandalay fan servir milles i furlongs.

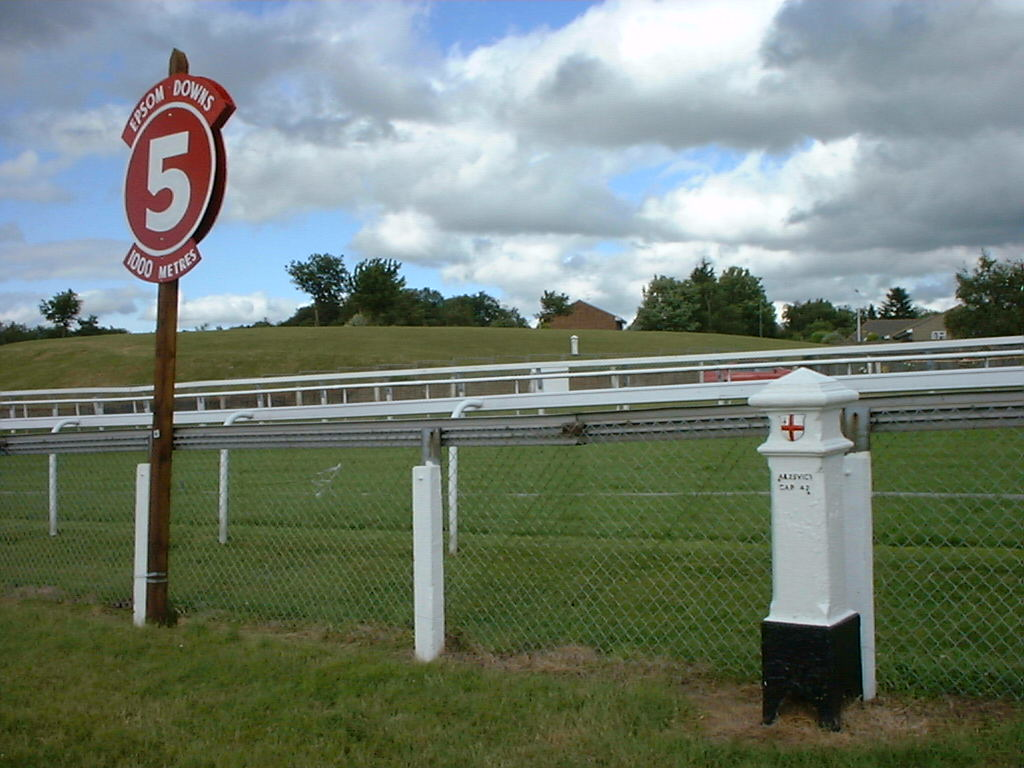
La fita de cinc furlongs (1000 m) a Epsom Downs

A la resta del món, el furlong té un ús molt limitat, amb la notable excepció de les curses de cavalls a la majoria de països de parla anglesa, inclosos el Canadà i els Estats Units. Les distàncies per a curses de cavalls a Austràlia es van convertir en mètriques el 1972, però al Regne Unit, Irlanda, Canadà i els Estats Units, encara es mantenen carreres en milles i furlongs. Les distàncies al llarg dels canals anglesos on naveguen vaixells estrets s'expressen generalment en milles i furlongs.
El sistema de numeració de carrers de la ciutat de Chicago estableix una mesura de 800 unitats a cada milla, d'acord amb el sistema de vuit blocs per milla. Això significa que cada bloc en un barri típic de Chicago (en direcció nord / sud o est / oest, però poques vegades ambdós) té aproximadament un furlong. Les illes de cases de Salt Lake City també tenen un furlong quadrat en la zona del centre. Les illes són menys regulars més lluny del centre, però el sistema de numeració (de 800 unitats cada milla) segueix sent el mateix arreu del comtat de Salt Lake. Els blocs del centre de Logan, Utah i en grans seccions de Phoenix, Arizona, són igualment un furlong quadrat (vuit en una milla, cosa que explica la sèrie de sortides d'autopista: 19th Ave, 27th, 35th, 43rd, 51st, 59th.) . .). Les illes de Hoddle Grid de Melbourne també tenen un furlong de llargada.
Gran part d'Ontario, al Canadà, es va fer originalment en una xarxa de deu furlongs, amb les principals carreteres distribuïdes al llarg de les línies de xarxa. Ara que les distàncies es mostren en quilòmetres, aquestes carreteres principals es troben a gairebé dos quilòmetres de distància. Les sortides de les carreteres que travessen Toronto, per exemple, són generalment a intervals de dos quilòmetres.
El furlong és també una unitat base del sistema humorístic FFF.

## Conversió a unitats SI
La conversió exacta del furlong a unitats SI varia lleugerament entre els països de parla anglesa. Al Canadà i al Regne Unit, que defineixen el furlong en termes de la iarda internacional d'exactament 0,9144 metres, el furlong és de 201,168 m. Austràlia no defineix formalment el furlong, però sí que defineix la cadena i el link en funció de la iarda internacional.
Als Estats Units, que defineix el furlong, cadena, rod, i link en funció del peu dels EUA exactament 1200/3937 metres, un furlong és aproximadament 201,1684 m de longitud. Els Estats Units no defineixen formalment la "iarda". La diferència d'aproximadament dues parts per milió entre el valor dels Estats Units i el valor "internacional" és insignificant per a la majoria de les mesures pràctiques.

## Equivalències
Un furlong equival a:
- 0,041666666666666 llegües
- 0,125 milles
- 10 cadenes
- 40 rods
- 220 iardes
- 660 peus
- Vuit furlongs equivalen a una milla.